# Томмі Дорфман
Томмі Дорфман (англ. Tommy Dorfman; нар. 13 травня 1992, Атланта, США) — американська акторка, найвідоміша за чоловічою роллю Раяна Шейвера у серіалі Netflix Тринадцять причин, чому (2017).

## Ранні роки життя та навчання
Дорфман народився 1992 року і виріс в американському місті Атланті, штат Джорджія в єврейській родині. Вона є двоюрідною сестрою зірки «Холостяк» Енді Дорфмана. Дорфман закінчив драматичну програму університету Фордгем у 2015 році, отримавши ступінь бакалавра театрального мистецтва.

## Кар'єра
Після закінчення університету Дорфман грав роль Райана Шейвера у драмі Netflix 13 причин чому, Прем'єра відбулася в 2017 році. Того ж року він допоміг створити модну колекцію з ASOS а в жовтні отримав нагороду «Висхідна зірка» від GLAAD.
Навесні 2019 року Дорфман дебютував у Нью-Йорку в театрі у постановці The New Group за виставою «Тато» Джеремі О. Гарріса, режисер Даня Таймор.

## Особисте життя
Дорфман і Пітер Цуркулен обручилися в квітні 2015 року і одружилися в Портленді, штат Мен, 12 листопада 2016 року
У листопаді 2017 року Дорфман оголосив себе небінарим гендером, а згодом змінив на займенники вона / її. 22 липня 2021 року Дорфман зробив камінг-аут як трансгендерна жінка та оновив свої займенники. В одному з інтерв'ю Томмі Дорфман розповіла, що майже рік «приватно ідентифікує себе і живе жінкою».
У 2021 році ЗМІ повідомляли про можливі стосунки Томмі Дорфман з актором Лукасом Геджесом.

## Фільмографія
| Рік                     | Заголовок                  | Роль         | Примітки                                           |
| ----------------------- | -------------------------- | ------------ | -------------------------------------------------- |
| 2009 рік                | Валюта                     | Студент      | Короткий фільм                                     |
| 2013 рік                | У моїй шкірі               | Джуліан      | Короткий фільм                                     |
| 2016 рік                | i-Witness                  | Роб молодший | Епізод: «Сестри Сміт»                              |
| 2017–2018 рр.; 2020 рік | 13 причин, чому            | Райан Шевер  | Повторювані (сезони 1-2) Гість (4 сезон); 18 серій |
| 2019 р                  | Джейн Діва                 | Боббі        | Повторювана роль                                   |
| 2019 р                  | Американська принцеса      | Нік          | Повторювана роль                                   |
| 2019 р                  | Плинність                  | Даніель      |                                                    |
| 2019 р                  | Ненаситний                 | Джонатан     | 2 серії                                            |
| 2020 рік                | З любов'ю, Віктор          | Джастін      | Епізод: «Подорож хлопчиків»                        |
| 2020 рік                | Drag Race RuPaul All Stars | Гість суддя  | Епізод: «Гра в кохання»                            |
| 2020 рік                | Любов за часів Корони      | Оскар        | Головна роль                                       |